# Adicia
Adicia (Oudgrieks: Ἀδικία) was in de Griekse mythologie de godin en personificatie van onrechtvaardigheid en wangedrag.

## Vertegenwoordiging
Een afbeelding waar Dikè, de godin van rechtvaardigheid, Adicia overwint, verschijnt op twee vazen uit de Archaïsche periode. De scène was ook te zien op de kist van Cypselus. Daarop was Adicia te zien als een afschuwelijke, barbaarse vrouw, bedekt met tatoeages, terwijl ze door Diké weg wordt gesleept met één hand.
Een prachtige vrouw straft een lelijke. Met de ene hand stikt ze haar, en met de andere slaat ze haar met een stok. Het is Gerechtigheid (Diké) die Ongerechtigheid (Adicia) behandelt.